# McKellen: Role na tělo
McKellen: Role na tělo (v originále McKellen: Playing the Part) je britský dokumentární film z roku 2017, který režíroval Joe Stephenson. Snímek měl světovou premiéru na filmovém festivalu v Římě dne 1. listopadu 2017.

## Děj
V dokumentu rekapituluje britský herec Ian McKellen svůj život od dětství, jeho začátky jako herce na univerzitě a v místním divadle až po kariéru v londýnském West Endu. Vzpomíná na svou účast v kampani za rovnoprávnost LGBT osob v Británii i své průlomové filmové role jako Magneto (X-Men) a Gandalf (Pán prstenů).